# لنس گست
لنس گست (انگلیسی: Lance Guest؛ زادهٔ ۲۱ ژوئیهٔ ۱۹۶۰) یک هنرپیشه اهل ایالات متحده آمریکا است. وی از سال ۱۹۸۱ میلادی تاکنون مشغول فعالیت بوده‌است.

## گزیده فیلمشناسی
از فیلم‌ها یا برنامه‌های تلویزیونی که وی در آن نقش داشته‌است می‌توان به آثار زیر اشاره کرد.
- آخرین مبارز ستاره‌ای (۱۹۸۴)
- آرواره‌ها: انتقام (۱۹۸۷)
- ماخ ۲ (فیلم) (۲۰۰۱)
- دالاس (مجموعه تلویزیونی ۱۹۷۸) (۱۹۸۱)
- پرونده‌های ایکس (۱۹۹۵)
- بکر (مجموعه تلویزیونی) (۱۹۹۹)
- دکتر هاوس (۲۰۰۶)
- جریکو (مجموعه تلویزیونی) (۲۰۰۸)
- ۲۱ و یک بیداری (۲۰۰۹)
- برنامه آخر وقت با دیوید لترمن (۲۰۱۰)
- آخرشب با جیمی فلن (۲۰۱۰)